# Erythrolophus fuscicorpus
Erythrolophus fuscicorpus là một loài bướm đêm trong họ Geometridae.